# Station Messe Nord/ICC
Messe Nord/ZOB is een station van de S-Bahn van Berlijn, gelegen in de middenberm van stadssnelweg BAB 100, die de grens vormt tussen de Berlijnse stadsdelen Westend en Charlottenburg. Het station ligt aan de Ringbahn en werd op 1 april 1916 geopend onder de naam Witzleben. In de directe omgeving van het station bevinden zich het Berlijnse beursterrein (Messe Berlin), het Zentraler Omnibusbahnhof en de Funkturm. Het 200 meter ten noordwesten van station Messe Nord/ZOB gelegen metrostation Kaiserdamm geldt als officiële overstapmogelijkheid, die ook op kaarten wordt weergegeven. Beide stations zijn evenwel niet fysiek met elkaar verbonden.
De Ringbahn, een ringspoorlijn om het Berlijnse stadscentrum die een aantal reeds bestaande kopstations met elkaar moest verbinden, werd in twee etappes in gebruik genomen in 1871 en 1877. In 1916 werd tussen de Neue Kantstraße en de Kaiserdamm een nieuw station aan deze lijn geopend, dat men naar de ten oosten ervan gelegen wijk Witzleben noemde. Deze wijk, behorend tot Charlottenburg, dankt zijn naam op zijn beurt aan de Pruisische militair en politicus Job von Witzleben, die er in de 19e eeuw een landgoed liet aanleggen.
Station Witzleben kreeg twee perrons, een voor de treinen van de Ringbahn en een voor treinen komend van de Stadtbahn, waarmee de ringlijn door middel van een boog (Nordringkurve) nabij het huidige station Westkreuz verbonden was. Aan zowel het noordelijke als het zuidelijke uiteinde van het station verrees een toegangsgebouw van de hand van August Bredtschneider.
Aanvankelijk vond al het vervoer op de Ringbahn plaats met stoomtractie, maar in de jaren 1920 begon men de voorstadslijnen in en om Berlijn te elektrificeren. In februari 1929 waren de sporen van het Stadtbahnperron van station Witzleben geëlektrificeerd, de ringsporen volgden in april van hetzelfde jaar. Een jaar later gingen Ringbahn, Stadtbahn en een aantal andere lijnen het nieuwe S-Bahnnet vormen.
In 1944 werd de Nordringkurve tijdens een bombardement verwoest. Na de Tweede Wereldoorlog achtte men herbouw van de verbinding tussen Stadt- en Ringbahn niet nodig, omdat het reizigersaantal er na de opening van station Westkreuz in 1928 sterk was teruggelopen. In station Witzleben bleef na de oorlog dus slechts één perron in gebruik.

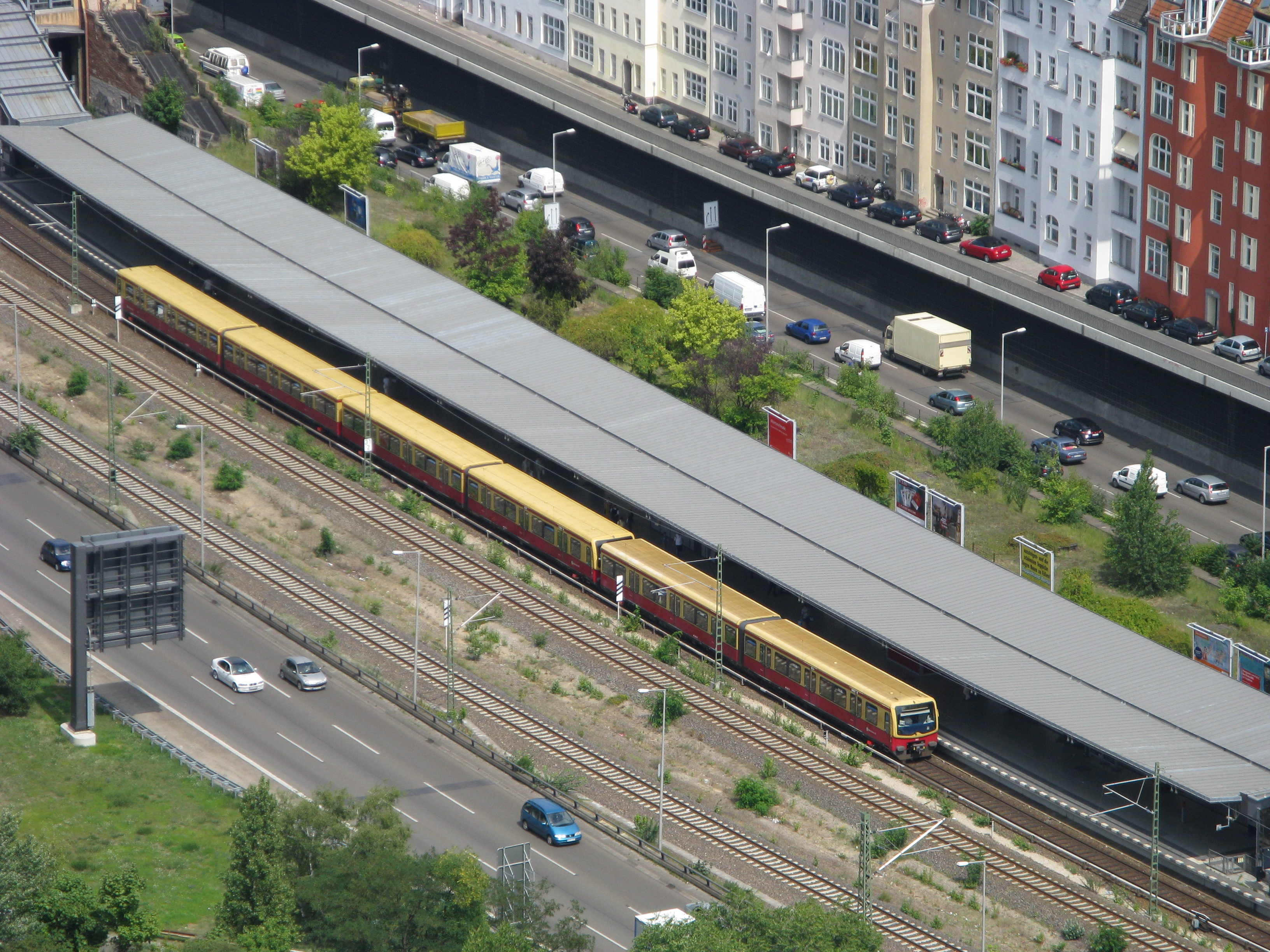
Het perron van station Messe Nord/ICC, gelegen op de middenberm van de stadsringweg

In de zestiger jaren van de twintigste eeuw ontstond stadsringweg 100, die grotendeels parallel aan de S-Bahnring werd aangelegd. Het S-Bahntracé Westend - Westkreuz, inclusief station Witzleben, kwam in 1963 in de middenberm van de snelweg te liggen. Het aantal reizigers was ondertussen sterk gedaald, aangezien de door de Oost-Duitse spoorwegen (Deutsche Reichsbahn) bedreven S-Bahn na de bouw van de Berlijnse Muur in 1961 massaal geboycot werd in West-Berlijn. Ook onder het West-Berlijnse personeel van de S-Bahn groeide de ontevredenheid, die een hoogtepunt bereikte met een staking in september 1980. Als gevolg van de staking sneed de DR fors in de toch al magere dienstregeling in het westen van de stad. Een aantal trajecten, waaronder de al jaren verwaarloosde Ringbahn, zou helemaal niet meer bediend worden. Station Witzleben sloot zijn deuren.
Ook nadat het West-Berlijnse stadsvervoerbedrijf BVG de exploitatie van het westelijke S-Bahnnet in 1984 van de DR had overgenomen, bleef de Ringbahn buiten gebruik. Pas vier jaar na de val van de Muur, op 17 december 1993, reden de eerste treinen weer over het zuidelijke en westelijke deel van de S-Bahnring en werd station Witzleben heropend. Het westelijke perron was heraangelegd en verbreed. Het Stadtbahnperron, dat al sinds de oorlog buiten gebruik was, had men door middel van een hek van het oostelijke spoor afgeschermd. In 2002 werden de laatste ontbrekende delen van de noordelijke ring heropend. In datzelfde jaar kreeg station Messe Nord/ICC zijn huidige naam, die een verwijzing is naar het nabijgelegen beursterrein en congrescentrum ICC; tegelijkertijd werd station Eichkamp hernoemd tot Messe Süd.
Het eilandperron van het verdiept gelegen station Messe Nord/ZOB is te bereiken via toegangen aan beide uiteinden, aan de Dresselsteg in het noorden en aan de Neue Kantstraße in het zuiden. De noordelijke stationshal bevindt zich niet ver van metrostation Kaiserdamm. Station Messe Nord/ZOB geniet de monumentenstatus en wordt bediend door de lijnen S41 (ring met de klok mee), S42 (tegen de klok in) en S46 (Königs Wusterhausen - Westend).